# Andrea Delfin

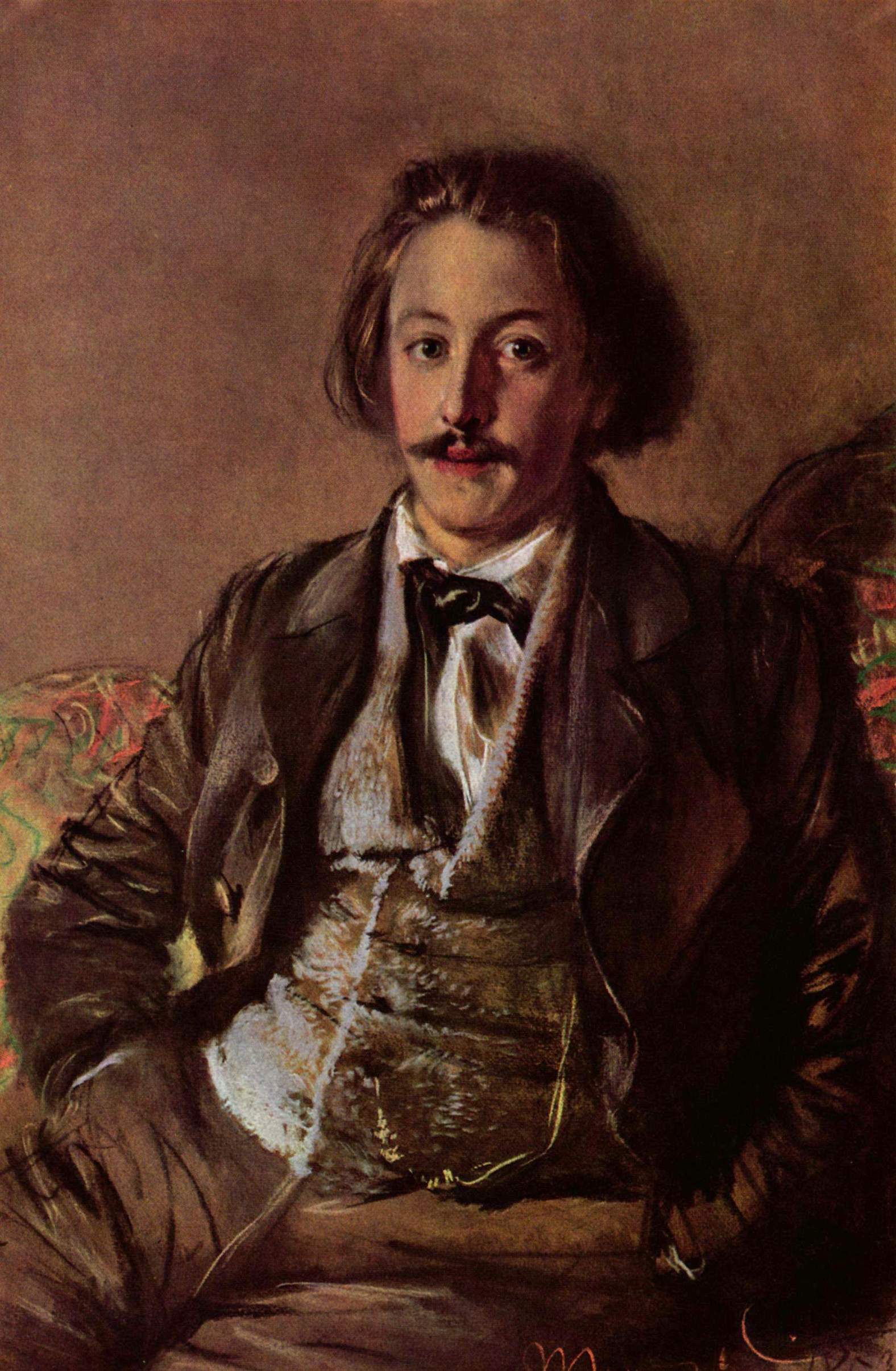
Paul Heyse auf einem Gemälde von Adolph Menzel anno 1853

Andrea Delfin ist eine Novelle des deutschen Nobelpreisträgers für Literatur Paul Heyse, die 1859 entstand und 1862 in Berlin erschien.

## Inhalt
Im August 1762 in Venedig: Der Kapuziner Pietro Maria hat einen Brief des Gerichtsschreibers Andrea Delfin, mit Candiano unterzeichnet, an den aus Venedig verbannten Angelo Querini nach Verona überbracht. Darin teilt der Briefschreiber mit, dass er das missglückte Vorhaben Querinis weiterführen und vollenden will. Querini hatte der heimlichen Justiz Venedigs, also den Staatsinquisitoren, den Krieg erklärt.
Andrea Delfin reist aus Brescia mit drei Dolchen im Gepäck an. In die Stichwaffen hat der potentielle Attentäter „Tod allen Inquisitoren“ eingraviert. Die Waise Andrea, Nachfahre adliger Gutsbesitzer aus der Terraferma, genauer aus dem venezianischen Gouvernement Friaul, kommt als Rächer in die Lagunen-Metropole. Denn er meint, die Machthaber der Republik haben den Tod der Schwester und des Bruders verschuldet. Ausgangspunkt der Drangsal war eine schriftliche Beschwerde der Gebrüder Delfin gegen den Gouverneur der Provinz Friaul gewesen.
In Venedig mietet Andrea ein Zimmer bei Frau Giovanna Danieli, der Witwe des Glasbläsers Orso Danieli. Auch letzteren hat die Inquisition auf dem Gewissen. Vom Fenster seines Zimmers aus kann sich Andrea über die schmale Gasse della Cortesia bequem mit Smeraldina, der Zofe der Gräfin Leonora Amidei, unterhalten. Smeraldina lässt Andrea ein. Er darf ein Gespräch der Gräfin mit dem Staatsinquisitor Lorenzo Venier belauschen. Der erste der drei Dolche beendet das Leben des Herrn Venier.
Der Jude Samuele, ein erfahrener Spion der Signoria, wirbt Andrea als Spitzel an. Andrea erhält vom Rat der Zehn seinen ersten Auftrag. Er soll die Absichten Baron Rosenbergs, des Gesandtschaftssekretärs Österreichs in Venedig, ausspähen. Das trifft sich gut. Andrea hat Rosenberg früher auf Reisen kennengelernt. Aus der Bekanntschaft wird Freundschaft. Andrea berichtet dem Rat der Zehn eifrig lediglich bereits bekannte Details über den jungen Österreicher. Baron Rosenberg geht bei der Gräfin Leonora ein und aus. Der zweite Dolch in der Hand Andreas rutscht am seidenen Unterkleid des nächsten Staatsinquisitors ein wenig ab. Der Herr überlebt, jedoch die Wunde ist lebensbedrohlich. Der dritte Dolch soll den Staatsinquisitor Ser Malapiero nach einem Besuch der Gräfin Leonora treffen. Im Dunkeln auf der Gasse ersticht Andrea versehentlich seinen Freund, den maskierten Baron Rosenberg.
Andrea Delfin will nicht länger leben. In einer der Gondeln lässt er sich aus Venedig hinaus in Richtung Meer zum abgelegenen Kapuzinerkloster rudern, beichtet in einem Brief Angelo Querini seinen Irrtum, übergibt dem Mönch Pietro Maria das Schreiben mit der Bitte um abermalige Beförderung und ertränkt sich in der offenen See.

## Rezeption
- 1965: Gotthard Erler geht kurz auf die Rolle der begehrenswerten Frau in Heyses Novellistik ein und notiert, „... Leonoras Reize dienen der Inquisition als Köder, ...“.[1]

## Ausgaben
- Andrea Delfin S. 123–231 in: Paul Heyse: Das Mädchen von Treppi. Mit einem Nachwort von Gotthard Erler. 512 Seiten. Buchverlag Der Morgen, Berlin 1965 (1. Aufl.)
- Andrea Delfin S. 5–86 in: Paul Heyse: Andrea Delfin und andere Novellen. bb-Reihe Nr. 167. 213 Seiten. Aufbau-Verlag, Berlin 1966 (1. Aufl.) - Verwendete Ausgabe

## Anmerkung
1. ↑  
Die anderen Personennamen hat Paul Heyse allesamt erfunden.